# 醋酸甲羥孕酮
醋酸甲羥孕酮（INN:medroxyprogesterone acetate，MPA），其注射劑型則稱長效醋酸甲羥孕酮（depot medroxyprogesterone acetate，DMPA）。商品名有狄波-普維拉（Depo-Provera），口服剂型商品名有法禄达（英語：Farlutal）等，是黃體酯酮 (藥物)类激素药物。適應範圍，包括避孕與激素替代療法 。也可用於治疗子宮內膜異位症、異常子宫出血、女性化激素疗法及某些类型的癌症。药物可单独使用，也可与雌激素(藥物)併用 。有口服、舌下、肌肉或皮下注射等不同劑型。
常见的副作用有月经失调（如閉經） 、腹痛和頭痛。更严重的副作用有骨质流失、血栓、过敏和肝脏问题。因有伤害胎儿的可能，故不建议個體在怀孕期使用。 醋酸甲羥孕酮是一种人工合成的黃體酯酮 (藥物)，它能活化孕酮受体，即孕酮的生物学靶点。它也具弱的糖皮质激素活性和非常弱的雄激素活性，但無其他重要的激素活性 。因為它的孕激素活性，使用後會减少人体的促性腺激素释放，并抑制性激素濃度。它能抑制排卵而達到避孕的目的。
醋酸甲羥孕酮在1956年被发现，在1959年取得美国的医疗使用許可  。已名列世界卫生组织基本药物清单中。它是停經後激素治疗和纯孕激素避孕药中最常用的孕激素 。注射型藥物已在100多个国家取得长效型避孕藥的使用許可 。它是美国於2022年最常用处方药的第276名，開立的處方箋數量超过80万张。

## 醫療用途
醋酸甲羥孕酮（MPA）最常見的用途是製作長效醋酸甲羥孕酮（簡稱DMPA），這是一種長效、纯孕激素避孕药，供女性避孕。以相對高劑量使用可抑制排卵，是一種非常為有效的避孕藥。MPA也與雌激素(藥物)聯合用於更年期（停經）激素替代療法，以治療和預防更年期後婦女的症狀，例如潮熱、萎縮性陰道炎和骨質流失。
DMPA可降低男性的性衝動，可用於化學去勢，以控制那些有性偏離或性慾亢進（包括已被定罪的性罪犯）者的不當或不必要的性行為。

### 避孕
DMPA以Depo-Provera和Depo-SubQ Provera 104等品牌名稱於市面上銷售，用作長效避孕用途。經由肌肉注射或皮下注射給藥，在體內形成一個長效儲庫（depot），藥物在往後數個月內會從中緩慢釋放。

#### 有效性
美國知名人口學家和公共衛生專家James Trussell估計DMPA在"理想使用"下第一年的失敗率，是七項臨床試驗失敗率的平均值，為0.3%  。
在2004年之前，James Trussell估計的DMPA"一般使用"失敗率與其"理想使用"失敗率相同：0.3%。

#### 優點
DMPA具有許多優點：
- 具有高效避孕作用。
- 僅需每隔12週注射一次。
- 不含雌激素。
- 藥物交互作用極少（與其他激素避孕藥（英语：Hormonal contraception）相比）。
- 降低子宮內膜癌的風險（可降低80%）[35][36][37]。
- 降低缺鐵性貧血、骨盆腔發炎疾病 (PID) 和子宮外孕的風險[38][39]。
- 減輕子宮內膜異位症的症狀。
- 原發性經痛、排卵痛和功能性卵巢囊腫的發生率降低。
- 罹患癲癇女性的發作率降低。 此外，DMPA的避孕效果不受酶誘導抗癲癇藥（英语：Anticonvulsant）的影響，與多數其他激素避孕藥不同[40]。
- 有鐮狀細胞病女性發生鐮刀型紅血球疾病危象的發生率和嚴重程度可降低[28]。

### 市售劑型
僅含MPA成分的劑型有：2.5、5和10毫克的口服錠劑，150毫克/毫升（1毫升）或400毫克/毫升 (2.5毫升) 的微晶水性懸浮液（肌肉注射用），以及104毫克 (0.65毫升，濃度為160毫克/毫升) 的微晶水性懸浮液（皮下注射用） 。也曾以100、200、250、400和500毫克口服錠劑，500和1,000毫克口服懸浮液，以及50毫克/毫升微晶水性懸浮液（肌肉注射劑）上市 。

## 禁忌症
個體有以下情況時，通常不推薦使用MPA：
- 具有心血管疾病的多重風險因子
- 目前有深靜脈血栓或肺栓塞
- 使用DMPA期間出現伴有先兆的偏頭痛
- 尚未確定原因的陰道出血
- 曾經被診斷出罹患乳癌，但自從確診以來，已至少五年沒有任何證據顯示癌症復發或存在。
- 活動性肝病
- 對雌激素缺乏（英语：Hypoestrogenism）和高密度脂蛋白 (HDL) 水平降低，理論上可能會增加心血管風險的擔憂
- 目前或近期罹患乳癌
- 懷孕

不建議個體在初經前、手術前或手術恢復期間使用MPA。

## 副作用
使用MPA的女性最常見的副作用有痤瘡、月經量變化、嗜睡，如果孕婦使用可能會導致胎兒出現出生缺陷。其他常見的副作用乳房脹痛、面部毛髮增多、頭髮減少、難以入睡或維持安眠、胃痛以及體重減輕或是增加。據報導，使用MPA女性的副作用還有性慾降低。DMPA會影響月經出血模式。使用一年後，55%的女性會出現閉經（停經），兩年後，比例上升到68%。在使用最初幾個月，曾有"不規則或不可預測的出血或點狀出血，或罕見的、大量或持續性出血"的報導。MPA似乎與維生素B12缺乏症無關。關於使用DMPA導致體重增加的數據也不一致。

### 情緒變化
人們曾擔憂像MPA這樣的黃體脂酮可能有引發抑鬱和情緒變化的風險，而導致一些臨床醫生和女性不願使用。然而，大多數研究均顯示黃體脂酮並不會引起不良的心理影響（例如抑鬱或焦慮），與一般流行的觀念恰恰相反。

### 長期影響
由美國國家衛生院啟動的婦女健康倡議，針對口服結合型雌激素 (CEEs) 和MPA組合與安慰劑相比的使用進行研究。但此項研究在發現意想不到的風險後，而必須提前終止。具體發現是雖然激素療法不影響全因死亡率，但更年期激素療法的好處（降低髖部骨折、大腸癌和子宮內膜癌的風險以及所有其他死因）被冠狀動脈疾病、乳癌、中風和肺栓塞的風險增加所抵消。

#### 血栓
多項研究顯示DMPA在未停經女性中作為纯孕激素避孕藥使用時，與較高的靜脈血栓風險有關聯

#### 骨密度
未停經女性和男性使用DMPA ，若是單獨使用且未搭配雌激素，特別是在高劑量下，可能會導致骨密度降低。但此情況似乎也能恢復到正常水平，即使是使用多年之後。

### 愛滋病毒風險
目前對於使用DMPA的女性是否會增加感染愛滋病的風險，學術界仍存在不確定性。有些觀察性研究顯示風險可能增加，但也有其他研究未發現此種關聯。 世界衛生組織（WHO)在2012年2月和2014年7月發佈聲明，表示這些數據並不會改變他們對於愛滋病高風險女性使用DMPA，並無限制的建議（避孕醫療資格 (MEC) 第1類）。

## 母乳哺育
進行母乳哺育的母親可使用MPA。如果在產後立即給藥，可能會導致大量出血（激素失衡導致的子宮內膜不穩定性表現），因此最好延遲到產後六週再使用。如果沒進行哺乳，則可在產後五天內使用。

## 過量
醫界曾進行"超高"MPA劑量給藥進行研究，口服劑量高達每5,000毫克，肌肉注射劑量則高達每天2,000毫克，但未有重大的耐受性或安全性問題出現。

## 藥物交互作用
當將MPA與結合型雌激素併用，以治療更年期症狀時，會增加個體罹患乳癌、失智症和血栓的風險  。
但如果MPA是作為避孕藥使用，通常不會與其他藥物產生交互作用。值得注意的是當MPA與氨魯米特聯合用於治療乳癌轉移時，曾觀察有抑鬱症增加的現象。此外，使用貫葉連翹（草藥）可能會加速MPA在使用者體內代謝，而降低其避孕效果。

## 藥理學

### 藥效學
MPA是孕酮受體 (PR)、雄性激素受體 (AR) 和糖皮質激素受體 (GR) 的激動劑，分別以約0.01nM（奈摩爾每公升）、1nM和10nM的半數最大效應濃度值激活這些受體。

### 藥代動力學

#### 吸收
關於更年期替代劑量MPA的藥代動力學研究非常少 。口服MPA的生物利用度約為100%。單次口服10毫克MPA 後，使用放射免疫分析法測得的MPA峰值水平在給藥後2小時內達到1.2至5.2納克/毫升。

## 歷史
MPA（醋酸甲羥孕酮）於1956年被發現，Upjohn公司於1959年推出口服劑型（品牌名稱Provera）以治療婦科疾病。注射劑型DMPA（品牌名稱Depo-Prover）於1960年上市，用於癌症治療。含炔雌醇的口服避孕藥 （品牌名稱Provest）於1964年推出，但於1970年停產。 
DMPA於1950年代後期開發，並於1963年首次評估其作為注射避孕藥的臨床試驗。Upjohn公司在1967年向FDA申請肌肉注射用的DMPA (品牌名稱Depo-Provera，150毫克/毫升MPA) 作為長效避孕藥，但被駁回 。然而此配方於1969年在美國以外的國家成功上市，並在1992年前於全球90多個國家銷售Upjohn公司在1978年和1983年再次嘗試爭取FDA批准DMPA作為避孕藥，但兩次申請都和1967年一樣，也遭駁回。DMPA最終於1992年獲得FDA批准用於避孕，品牌名稱為Depo-Provera。DMPA的皮下注射配方Depo-SubQ Provera 10（104毫克/0.65毫升MPA）於2004年12月在美國作為避孕藥推出，隨後也被批准用於治療子宮內膜異位症相關的骨盆腔疼痛。
MPA也在全球以許多其他品牌名稱銷售，例如Farlutal、Perlutex和Gestapuran等。

## 社會與文化

### 品牌名稱
MPA以多種品牌名稱在全球各地銷售。

### 取得
在全球各地均有口服MPA和注射劑型DMPA的供應 。口服MPA可單獨使用，也可與結合型雌激素、雌二醇和戊酸雌二醇組合使用。DMPA已在全球100多個國家註冊用作避孕用途。注射劑型和環戊丙酸雌二醇的組合已在18個國家獲准作為避孕藥使用。

## 獸醫用途
MPA被用來減少公貓的攻擊行為和隨處噴尿行為。對於控制已接受絕育手術的公貓來說會特別有效，需每月注射一次。 